# 조선민주주의인민공화국의 검열
조선민주주의인민공화국 정부는 심각한 수준의 검열을 행하고 있으며, 국경 없는 기자회가 매년 발표하는 언론의 자유 지수에서 최하위권의 언론 통제 국가로 분류되었다. 2007년 조선민주주의인민공화국은 자유 지수 순위 참여 국가 169개국 중에서 에리트레아를 제치 뒤에서 2번째를 기록했으며, 2002년부터 2006년까지는 꼴찌를 기록했다.이에 미국의 인권단체가 조선민주주의인민공화국을 2004년부터 6년동안 세계 최악의 언론 탄압국이라고 보고하기도 했다.
조선민주주의인민공화국의 모든 대중 매체는 정부의 통제 하에 운영되며 이 매체들은 많은 시간을 정치적 선전에 이용하며 계속적으로 전 지도자인 김일성과 김정일에 대한 찬양을 내보낸다.
대중 매체들은 주로 거짓 주장과 고도의 수사법으로 서구 사회와 미국, 일본, 남한을 비난한다. 예를 들어 조선민주주의인민공화국 매체들은 미국이 한국 전쟁을 일으켰으며, 소비에트 정권 문서들이 미국의 북한 침입이 계획된 것이라는 것을 보여 준다고 주장한다.
조선민주주의인민공화국에서 살 수 있는 라디오나 텔레비전도 정부가 이 설비로 대중이 정부에 참견하는 것을 막기 위해 조선민주주의인민공화국의 방송만을 들을 수 있도록 기술적으로 고정되어 있다. 조선민주주의인민공화국과 대한민국의 텔레비전 방식은 PAL과 NTSC로 각각 달라 두 방식을 동시에 보는 것은 불가능하다. 그러나 전하는 바에 의하면 중국 국경 주변에서는 외국의 전파를 수신하여 텔레비전을 보는 것이 가능하다고 한다.
로동신문에 따르면 조선민주주의인민공화국에서 단파로 뉴스를 듣는 것이 가능하다고 한다. 단파 라디오를 듣는 것은 조선민주주의인민공화국에서 불법이지만, 그 라디오들은 부패한 비밀 경찰들에게 압수되어 팔린다고 한다.
중국으로 통해서 조선민주주의인민공화국 밖의 미디어 접속이 늘어났다.

## 인터넷 통제
조선민주주의인민공화국은 인터넷을 강력하게 규제, 통제하며 국민들은 간혹 사용하는 인터넷 상에서도 사실상 외부와 단절되어 있다. 2006년 국경 없는 기자회가 발표한 13개 인터넷 통제국가에 조선민주주의인민공화국이 포함된다.

## 같이 보기
- 조선민주주의인민공화국의 통신
- 조선민주주의인민공화국의 선전
- 조선민주주의인민공화국의 인권